# Korzun
Korzun je priimek več oseb:
- Pavel Petrovič Korzun, sovjetski general
- Valerij Grigorjevič Korzun, sovjetski kozmonavt
- Dina Aleksandrovna Korzun, ruska igralka